# Yuxin (köpinghuvudort i Kina, Hubei Sheng, lat 30,67, long 112,99)
Yuxin är en köpinghuvudort i Kina. Den ligger i provinsen Hubei, i den centrala delen av landet, omkring 120 kilometer väster om provinshuvudstaden Wuhan. Antalet invånare är 56 915. Befolkningen består av 27 315 kvinnor och 29 600 män. Barn under 15 år utgör 13,0 %, vuxna 15-64 år 77 %, och äldre över 65 år 9,0 %.
Runt Yuxin är det tätbefolkat, med 613 invånare per kvadratkilometer. Närmaste större samhälle är Jingling, 10,7 km öster om Yuxin. Trakten runt Yuxin består till största delen av jordbruksmark.
Genomsnittlig årsnederbörd är 1 371 millimeter. Den regnigaste månaden är juli, med i genomsnitt 192 mm nederbörd, och den torraste är december, med 18 mm nederbörd.